# Marie Gerbron
Marie Gerbron est une handballeuse franco-britannique née le 23 décembre 1986 à Harfleur, qui évolue au poste d'ailière.
Elle remporte notamment avec Le Havre AC Handball la Coupe de France de handball féminin 2005-2006 et la Coupe de la Ligue française de handball féminin 2005-2006.
Après avoir obtenu un passeport britannique en 2009 de par sa mère, elle est depuis 2010 sélectionnée en équipe de Grande-Bretagne de handball féminin avec laquelle elle participe aux Jeux olympiques d'été de 2012.